# Callirhoe (thực vật)
Callirhoe là danh pháp khoa học của một chi thực vật có hoa trong họ Malvaceae. Chín loài hiện được công nhận của nó trong tiếng Anh được gọi chung là poppy mallows (cẩm quỳ anh túc), tất cả đều là các loài bản địa khu vực đồng cỏ Bắc Mỹ. Phần lớn các loài là cây lâu năm, nhưng một loài (C. leiocarpa) là cây một hoặc hai năm.
Chi này được đặt tên theo Oceanid Callirrhoe trong thần thoại Hy Lạp.
Các loài này có lá mọc so le và lá có thùy chân vịt. Hoa hình chén và có màu sắc rực rỡ.
Callirhoe involucrata được trồng như là một loại cây trồng trong vườn. Nó là loài cây lâu năm phát triển chậm với rễ cọc lớn về một hệ thống lông che phủ toàn thân cây. Hoa hình chén giống như hoa anh túc, và có màu từ màu anh đào tới màu tím ánh đỏ với màu trắng ở trung tâm.

## Các loài
Chín loài được công nhận bao gồm:
- Callirhoe alcaeoides (Michx.) A.Gray, 1849: Bản địa Alabama, Arkansas, Colorado, Idaho, Illinois, Indiana, Iowa, Kansas, Kentucky, Missouri, Nebraska, New Mexico, Oklahoma, South Dakota, Tennessee, Texas, Wisconsin. Là cây lâu năm, mọc chủ yếu trong các sinh quyển ôn đới.
- Callirhoe bushii Fernald, 1909 – Cẩm quỳ anh túc Bush (Bush's poppy mallow). Miền trung Hoa Kỳ; bao gồm Arkansas, Iowa, Kansas, Missouri, Oklahoma. Là cây lâu năm, mọc chủ yếu trong các sinh quyển ôn đới.
- Callirhoe digitata Nutt., 1821 – Cẩm quỳ anh túc tua, cây chén rượu (Fringed poppy mallow, winecup). Bản địa Alabama, Arkansas, Kansas, Missouri, Oklahoma. Du nhập vào Illinois. Là cây lâu năm, mọc chủ yếu trong các sinh quyển ôn đới.
- Callirhoe involucrata (Torr. & A.Gray) A.Gray, 1849 – Cẩm quỳ anh túc tía, cây chén rượu (Purple poppy mallow, winecup). Bản địa tây và tây trung Hoa Kỳ (Arkansas, Colorado, Iowa, Kansas, Minnesota, Missouri, Nebraska, New Mexico, Oklahoma, Texas), đông bắc Mexico. Du nhập vào các bang Arizona, Florida, Illinois, Indiana, Oregon, Pennsylvania, Virginia, Wyoming. Là cây lâu năm, mọc chủ yếu trong các sinh quyển ôn đới.
- Callirhoe leiocarpa R.F.Martin, 1938 – Cẩm quỳ anh túc cao (Tall poppy mallow). Bản địa các bang Kansas, Oklahoma, Texas. Là cây một hoặc hai năm, mọc chủ yếu trong các sinh quyển ôn đới.
- Callirhoe papaver (Cav.) A.Gray, 1849 – Cẩm quỳ anh túc đồng rừng (Woodland poppy mallow). Bản địa các bang Alabama, Arkansas, Florida, Georgia, Louisiana, Mississippi, Texas. Là cây lâu năm, mọc chủ yếu trong các sinh quyển ôn đới.
- Callirhoe pedata (Nutt. ex Hook.) A.Gray, 1849 – Cẩm quỳ anh túc lá cọ (palmleaf poppy mallow). Bản địa các bang Alabama, Arkansas, Georgia, Illinois, Oklahoma, Texas. Là cây lâu năm, mọc chủ yếu trong các sinh quyển ôn đới.
- Callirhoe scabriuscula B.L.Rob., 1897 – Cẩm quỳ anh túc Texas (Texas poppy mallow). Bản địa tây trung Texas. Là cây lâu năm, mọc chủ yếu trong các sinh quyển ôn đới.
- Callirhoe triangulata (Leavenw.) A.Gray, 1849 – Cẩm quỳ anh túc cụm (Clustered poppy mallow). Bản địa Alabama, Florida, Georgia, Illinois, Indiana, Iowa, Mississippi, Missouri, North Carolina, South Carolina, Wisconsin. Du nhập vào Minnesota. Là cây lâu năm, mọc chủ yếu trong các sinh quyển ôn đới.

## Chuyển đi
- Sidalcea oregana spicata (Regel) C.L.Hitchc., 1957 (như là C. spicata Regel, 1872)[5]